# Evert Gunnarsson

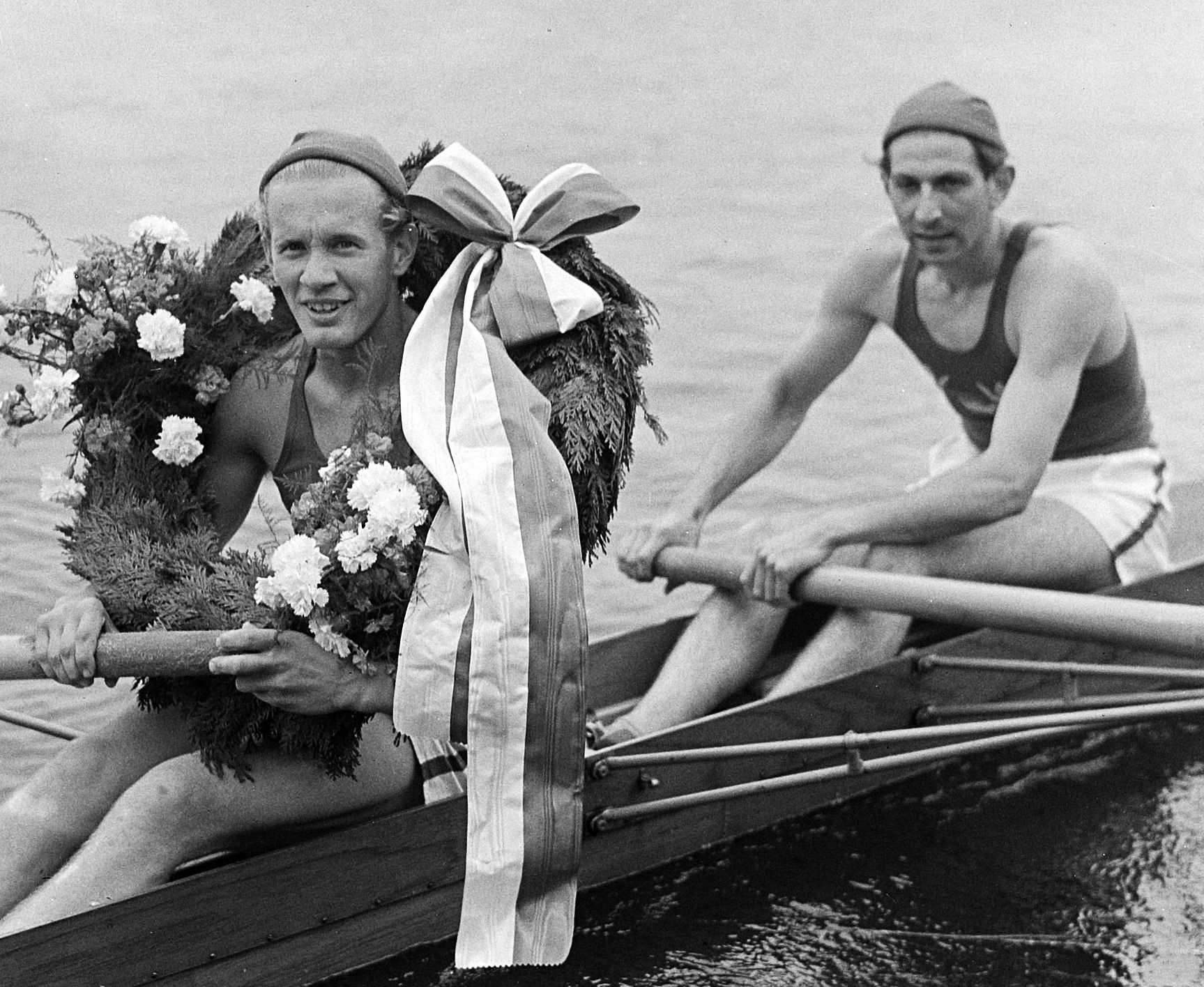
Evert Gunnarsson (links) und Bernt Torberntsson, 1949

Sven Evert Gunnarsson (* 28. Dezember 1929 in Ljungskile; † 30. November 2022 in Kungälv) war ein schwedischer Ruderer, der 1949 Europameister war und 1956 eine olympische Silbermedaille gewann.

## Karriere
Evert Gunnarsson und Bernt Torberntsson belegten im Zweier ohne Steuermann bei den Olympischen Spielen 1948 in London den dritten Platz im Vorlauf und den zweiten Platz im Hoffnungslauf. Damit erreichten sie nicht das Finale der besten drei Boote. 1949 gewannen die beiden auf der Bosbaan bei Amsterdam den Europameistertitel im Zweier ohne Steuermann vor den Belgiern und den Italienern. 1952 traten die beiden bei den Olympischen Spielen 1952 in Helsinki an. Im Vorlauf gewannen sie vor dem Boot aus Frankreich, belegten aber im Halbfinale nur den dritten Platz. Im Hoffnungslauf gewannen die Franzosen vor den Schweden und rückten ins Finale auf.
Gunnarsson, der für den Roddklubben Three Towns in Kungälv ruderte, gewann bei den Europameisterschaften 1955 in Gent die Silbermedaille im Vierer mit Steuermann zusammen mit Olof Larsson, Gösta Eriksson, Ivar Aronsson und Steuermann Bertil Göransson hinter den Argentiniern und vor den Finnen. Alle fünf gehörten auch zum schwedischen Achter, der hinter dem Boot aus der Sowjetunion ebenfalls Silber gewann.
Im Jahr darauf traten die fünf Schweden auch bei den Olympischen Spielen 1956 in Melbourne in beiden Bootsklassen an. Im Vierer gewannen sie die Silbermedaille hinter den Italienern und vor den Finnen. Der schwedische Achter belegte den vierten Platz hinter den Booten aus den Vereinigten Staaten, Kanada und Australien.
Evert Gunnarsson gewann insgesamt 25 schwedische Meistertitel.